# Egzekucja (powieść Johna D. MacDonalda)
Egzekucja (ang. The Executioners) – powieść autorstwa Johna D. MacDonalda z 1957.
Niebezpieczny psychopata Max Cady wychodzi na wolność po latach spędzonych w więzieniu za brutalny gwałt. Postanawia zemścić się na adwokacie Samie Bowdenie który był świadkiem przestępstwa. Max zaczyna terroryzować całą rodzinę adwokata, jego żonę i dzieci. Bowden chwyta się wszystkich możliwych sposobów, aby obronić rodzinę przed szaleńcem.
Wydanie polskie w 1992, przełożył Andrzej Pawelec (wznowienie 2003 jako Przylądek strachu).

## Ekranizacje
- Przylądek strachu (1962, reż. J. Lee Thompson)[4][5]
- Przylądek strachu (1991, reż. Martin Scorsese)[6][7]